# Olufunmilayo Olopade
Olufunmilayo I. Olopade (sinh 1957 tại Nigeria) là một nhà ung bướu huyết học, Phó Trưởng khoa Y tế toàn cầu và Walter L. Palmer Giáo sư Distinguished Service trong Y học và Human Genetics tại Đại học Chicago. Cô cũng là giám đốc của Phòng khám Rủi ro Ung thư của Bệnh viện Đại học Chicago.

## Đời sống
Cô tốt nghiệp Đại học Ibadan, Nigeria, với MBBS, năm 1980.
Cô làm việc chặt chẽ với Tổ chức nghiên cứu ung thư vú  và đã thực hiện nhiều nghiên cứu lâm sàng xung quanh vai trò của gen BRCA1 và BRCA2 trong tỷ lệ mắc ung thư vú ở phụ nữ gốc Phi.
Cô là thành viên của Hiệp hội Nghiên cứu Ung thư Hoa Kỳ, Đại học Bác sĩ Hoa Kỳ, Hiệp hội Y khoa Nigeria và Viện Y học.

## Giải thưởng
- Chương trình nghiên cứu sinh MacArthur 2005 [9]

Giải thưởng tự do năm 2015
- Huy chương Mendel của Đại học Villanova (2017)

## Gia đình
Cô kết hôn với Christopher Sola Olopade, cũng là một bác sĩ tại Đại học Chicago, năm 1983; họ có hai con gái và một con trai.